# María Luisa Güell López
María Luisa Güell López (Comillas, 1874-Pau, 1933) fue una noble catalana, pintora, pianista, organista y compositora. Fue uno de los diez hijos del primer conde de Güell, Eusebi Güell Bacigalupi y de Isabel López Bru, hija de los primeros marqueses de Comillas.

## Biografía
Nació en Comillas en 1873 o 1874. Conocida como la pintora de rosas, pintó sobre todo flores, siempre de apariencia silvestre, con una gran sensibilidad y una clara influencia del arte japonés. Con este tipo de pintura participó en la mayoría de las exposiciones oficiales celebradas en Barcelona entre finales del siglo XIX y 1929. Consta como una de las artistas que formaron parte de la primera edición de las exposiciones femeninas de Sala Parés, en 1896. En la Exposición de arte organizada en el Palacio de Bellas Artes por el Ayuntamiento de Barcelona, en 1918, presentó una obra titulada Flors y en 1921 presentó la obra Roses. Igualmente, figura entre los participantes del Exposición Internacional de Pintura, Escultura, Dibujo y Grabado que se organizó en el marco de la Exposición Internacional de Barcelona del año 1929.
También hizo exposiciones individuales. Así del 27 de diciembre de 1919 al 9 de enero de 1920 expuso en las Galeries Laietanes, dando los beneficios de la venta de sus obras a los pobres. En 1926 expuso en la Sala Parés de Barcelona.
En su mansión de la calle Nou de la Rambla de Barcelona, el palacio Güell construido por Antoni Gaudí, cada lunes organizaba recepciones (sencillas y muy refinadas, según la prensa de la época) donde acudía la alta sociedad. Se conocían como «los lunes de casa Güell», recepciones consustanciales con la vida de sociedad barcelonesa.
Además de pintora era pianista y organista; a sus invitados acostumbraba a ofrecerles conciertos íntimos de órgano que interpretaba con inspiración y maestría, según la prensa del momento. Esta vertiente musical se tendría que relacionar con el de su madre, Isabel, quién fue compositora y quien también estudió piano y órgano.
Se dice que fue la primera artista a la que la ciudad de Barcelona adquirió los dos cuadros  y que, en sus obras, se reflejaba el ambiente aristocrático al cual pertenecía. Ella, con otras artistas del entorno de la revista Feminal, formó parte como tesorera de la comisión para el homenaje dedicado a la pintora Pepita Texidor Torres –Dolors Monserdà era la presidenta de honor y Carme Karr y Francesca Bonnemaison eran las vicepresidentas. Aportó una obra para recoger dinero para el monumento que le erigieron en el Parque de la Ciudadela de Barcelona.
Era amiga de la pintora Lluïsa Vidal y Puig, con quien coincidió en varias ocasiones. Las dos conocían a Ramón Casas y Santiago Rusiñol y habían asistido a los encuentros modernistas de Sitges. También habían colaborado en iniciativas feministas, como la revista Feminal. Lluïsa Vidal le pintó un retrato y el padre de esta pintora, que era el ebanista Francesc Vidal y Jevellí, realizó los muebles para el palacio de Comillas de la familia Güell. 
Como otros miembros de su familia, con el establecimiento de la Segunda República se fue a vivir a Francia. Durante esa época ella y su hermana Isabel recibieron lecciones de órgano de Eugène Gigout. Después de una larga dolencia, murió en Pau, Bearne (Francia), un día del mes de mayo, el mes de las flores: flores que su sensibilidad artística había trasplantado a sus lienzos.
En el año 2017 la Diputación de Barcelona le dedicó una exposición monográfica en el mismo palacio Güell, formada por unas cuarenta obras de la pintora, entre telas, acuarelas, dibujos, postales, abanicos, mesitas y biombos.

## Obra pictórica
Firmaba sus obras solo con las iniciales de su nombre, MLG. Esta fue una estrategia usada por muchas artistas del misógino siglo XIX y primera mitad del XX, para esconder la autoría femenina, evitando así que sus obras fueran enjuiciadas de diferente manera que las de sus colegas masculinos.
Entre las flores prefería las rosas: en los salones aristocráticos «las rosas de María Luisa Güell» eran muy conocidas y apreciadas. También representó escenas de género.
Se especializó en la pintura a la acuarela, a pesar de que en los últimos años de su carrera realizó también algunos óleos, y pintaba sobre diferentes apoyos, sobre todo la tela, pero también postales de viaje, mesitas, biombos y abanicos.
María Luisa Güell vendió sus obras principalmente a familias aristocráticas, motivo por el cual buena parte de ellas se conservan en colecciones particulares, a pesar de que también se pueden ver en el Palacio Güell.
Pertenecen al Museo Nacional de Arte de Cataluña dos de sus obras, Roses (can. 1921), cedida a la Delegación del Gobierno en Barcelona, y Clavells (s/d), obra donada al Museo en 1926 y que, desde entonces, duerme en su fondo. Ambas obras presentan ramos de flores sobre fondos oscuros y poco detallados, de pinceladas gruesas y perceptibles.

## Obra musical
- Una floreta de Sant Francesch, para violín, órgano y piano (1889). Letra: Ramón Picó Campamar
- Balada, para cuerda y órgano (ed. Londres, 1894)
- Minuet, cuarteto de cuerda (ed. Londres, 1894)
- Minueto, para piano